# Барака
Барака је привремена приземна или једноспратна грађевина расклапајуће или сталне конструкције. Намењена је за смештај људи , стоке или неког материјала. Прве бараке за војне потребе граде Французи код Денкерка 1794. Отада се све више користе. Првобитне бараке војне намјене су грађене од дрвета, понекад премазане блатом (плетара, чатма). Други материјали су били ћерпич, камен, опека и други. Нису имале плафон и провјетраване су кроз кровне отворе. Лакше бараке су биле без темеља, и стајале су на дрвеним или каменим стубовима.
Од средине 19. вијека се праве и типизиране бараке. Немачка Докер (Docker) барака се склапа за 9 h (са 10 војника). Тежине је 4 t, димензија 15 са 5 са 2.35 m. Користила је дрвене оквирне елементе ширине 1 m а дебљине 2.4 cm. Почетком 20. вијека таласасти лим се почиње масовно користити за бараке, посебно за сводове. Типизиране бараке постоје за разне намјене, санитетске, војничке, официрске, складишне, за артиљеријска оруђа и томе слично. Бараке се користе и у концентрационим логорима за смјештај људи.
У САД послије Другог свјетског рата се све више користе челично-алуминијумске конструкције, са плексиглас прозорима. За превоз је потребан камион од 3 тоне, а могуће их је подићи за 3 сата. Пластична барака, AN/TSQ-5 је округлог облика пречника 6 m и висине 3 метра. Тежине је само 617 kg и користи се за електронску опрему. Топлотна изолација је од стаклене вуне.

## Модерна употреба
Бараке користе пастири када премештају стоку између сезонских пашњака као што су планински и равничарски пашњаци (трансхумација). Такође их обично користе путници са руксаком и други путници у руралним подручјима. Неке расељене популације људи користе колибе широм света током дијаспоре. На пример, привремени сакупљачи у дивљини, пољопривредни радници на плантажама у амазонској џунгли. Бараке су грађене за друге сврхе осим за становање, као што су складиште, радионице и подучавање.

## Конструкција
Многе бараке су дизајниране да буду релативно брзо и јефтино изграђене. Изградња често не захтева специјализоване алате или знање.

## Маркетиншка употреба
Термин барака се такође користи за именовање многих комерцијалних продавница, компанија и концепата. Име имплицира мало, опуштено место, често са забавном и пријатељском атмосфером. Примери укључују Pizza Hut и Sunglass Hut. Киосци могу бити направљени да изгледају као бараке и често се налазе у парковима, тржним центрима, плажама или другим јавним местима, где се продају разноврсна јефтина храна или добра. Луксузни хотели у тропским областима где је гостима додељено да заузму своју самостојећу структуру понекад називају структуру „барака“, иако такве колибе обично имају само површну сличност са традиционалним концептом колибе.